# Франк Гава
Франк Гава (фр. Franck Gava, нар. 3 лютого 1970, Монтаржі) — французький футболіст, що грав на позиції півзахисника.
Виступав, зокрема, за клуби «Нансі» та «Ліон», а також національну збірну Франції.
Володар Кубка Франції. Володар Кубка французької ліги.

## Клубна кар'єра
Народився 3 лютого 1970 року в місті Монтаржі. Вихованець футбольної школи клубу «Нансі». Дорослу футбольну кар'єру розпочав 1987 року в основній команді того ж клубу, в якій провів п'ять сезонів, взявши участь у 165 матчах чемпіонату. Більшість часу, проведеного у складі «Нансі», був основним гравцем команди.
Своєю грою за цю команду привернув увагу представників тренерського штабу клубу «Ліон», до складу якого приєднався 1992 року. Відіграв за команду з Ліона наступні п'ять сезонів своєї ігрової кар'єри. Граючи у складі «Ліона» також здебільшого виходив на поле в основному складі команди.
Згодом з 1997 по 1999 рік грав у складі команд «Парі Сен-Жермен» та «Монако». Протягом цих років виборов титул володаря Кубка Франції, ставав володарем Кубка французької ліги.
Завершив ігрову кар'єру у команді «Ренн», за яку виступав протягом 1999—2000 років.

## Виступи за збірну
У 1996 році дебютував в офіційних матчах у складі національної збірної Франції.
Загалом протягом кар'єри в національній команді, яка тривала 2 роки, провів у її формі 3 матчі.

## Титули і досягнення
- Володар Кубка Франції (1):

«Парі Сен-Жермен»: 1997-1998
- Володар Кубка французької ліги (1):

«Парі Сен-Жермен»: 1997-1998